# Psalidognathus friendii
Psalidognathus friendii (лат.) или псалидогнатус Фрэнда — вид жуков-усачей, крупные прионины из Южной Америки рода Psalidognathus. из Южной Америки рода Psalidognathus.

## Внешний вид

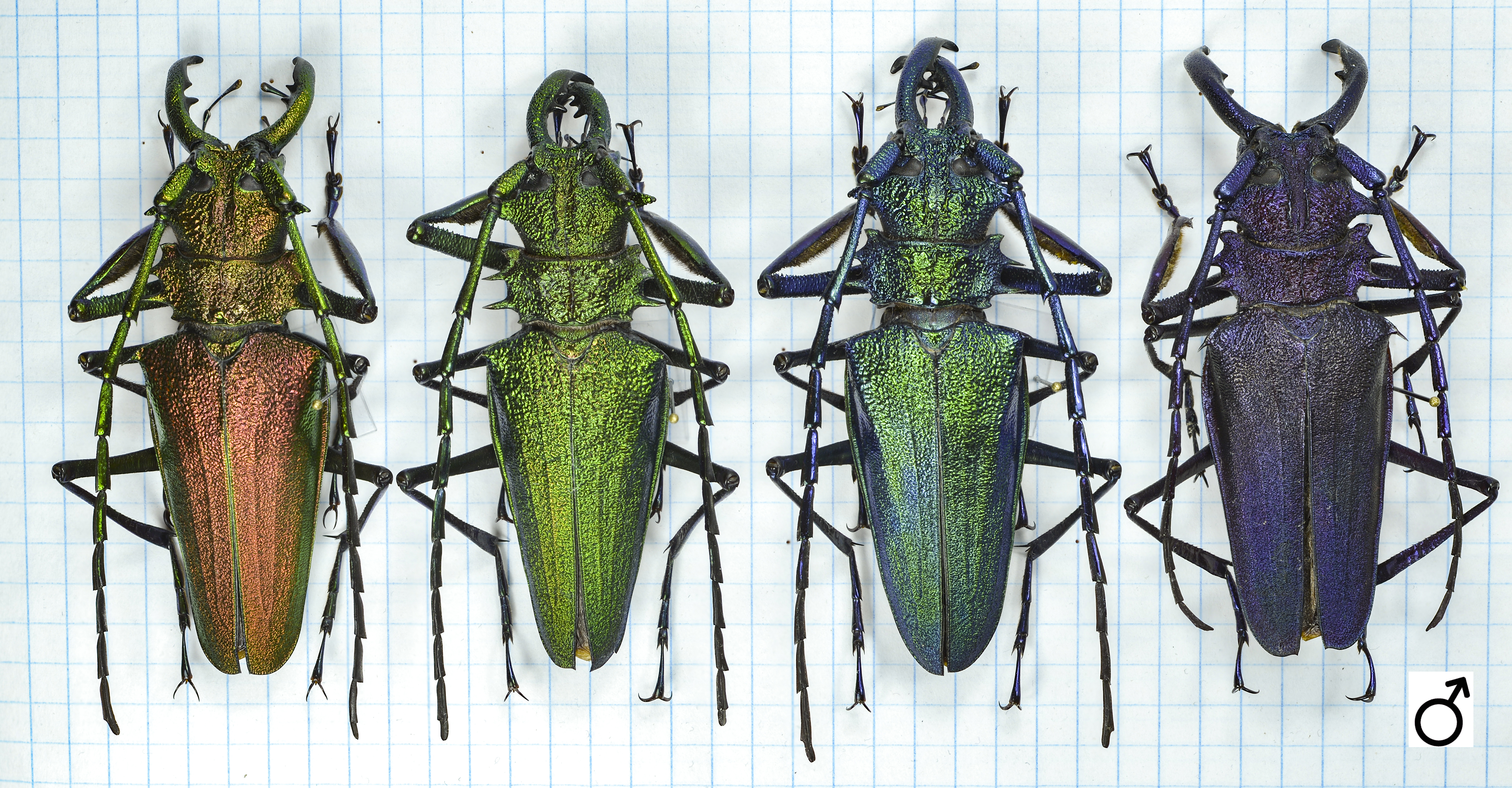
Psalidognathus friendi males Colombia

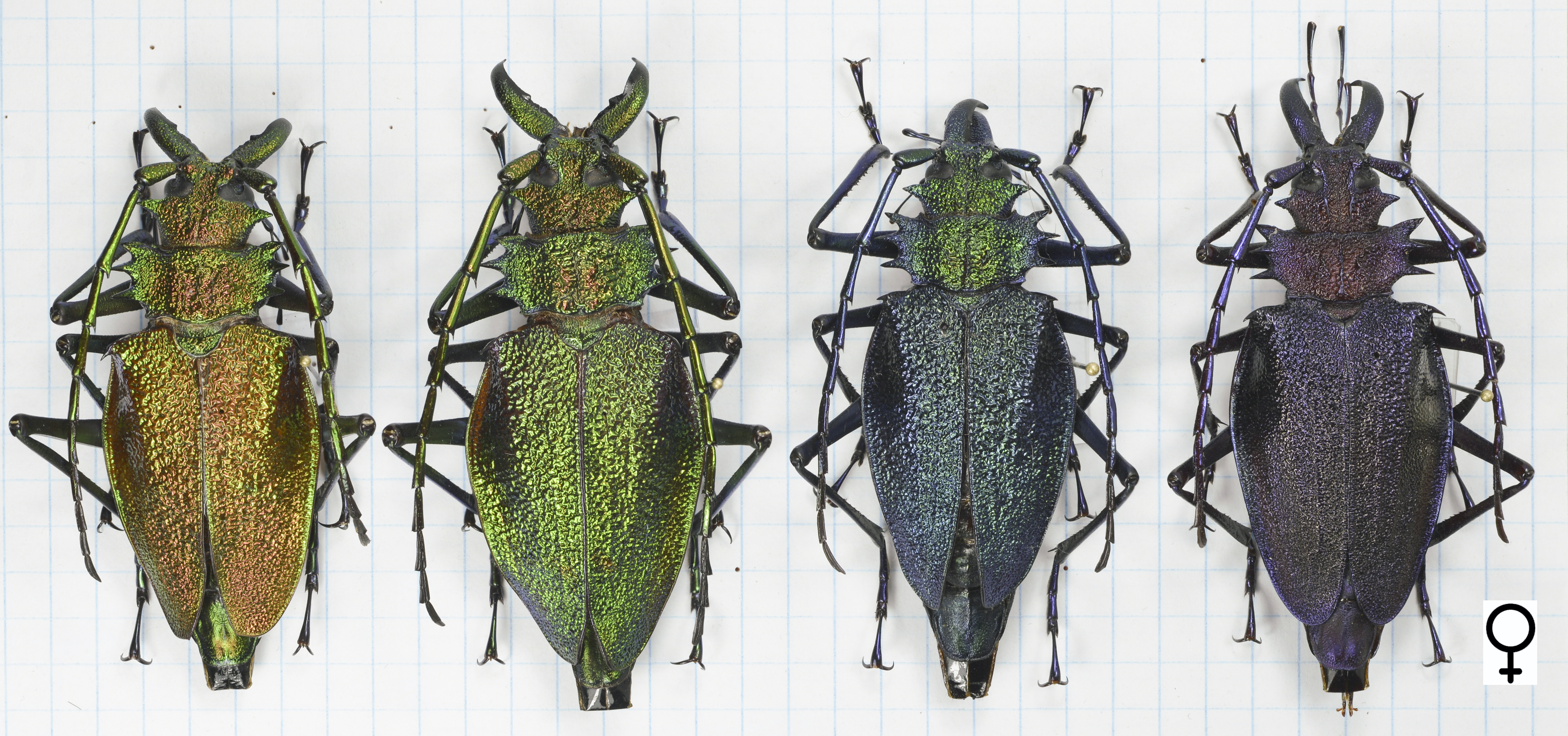
Psalidognathus friendi female Colombia

## Синонимы
- testaceus (Thomson, 1877)
- viridiobscurus (Thomson, 1877)
- violaceus (Thomson, 1877)
- subniger (Thomson, 1877)
- ater (Thomson, 1877)
- deyrollei (Thomson, 1877)
- superbus (White, 1845)
- limenius (Erichson, 1847)
- incas (Thomson, 1859)
- boucardii (Thomson, 1874)
- gloriosus (Thomson, 1880)

## Подвиды
Подвиды не выделены. Ранее Psalidognathus sallei (Thomson, 1859) из Венесуэлы описывался как подвид P. friendi, но согласно работе Antonio Santos-Silva, P. sallei выделяется как отдельный вид.

## Распространение
Вид обитает на территории Колумбии, Эквадора, Перу, Боливии.

## Этимология
Вид назван по имени лейтенанта Королевского Военно-Морского Флота Фрэнда (Friend), который добыл экземпляр этого вида в Колумбии и передал его для научного изучения.
Название рода Psalidognathus является производным от греческих слов ψαλίδι (псалиди) — «ножницы» и γνάθος (гнатос) — «челюсти».
Соответственно, для любителей русской словесности Psalidognathus friendii  это «ножницечелюстник Фрэнда»